# 11 razones
11 Razones (estilizado como 11 RAZONES) es el segundo álbum de estudio de la cantante española Aitana. El álbum se estrenó a través de Universal Music España, el 11 de diciembre de 2020. Contiene once temas, tres de ellos publicados como sencillos. Hay cinco colaboraciones en el álbum, con Cali y El Dandee, Sebastián Yatra, Beret, Natalia Lacunza, Pole y Álvaro Díaz.

## Antecedentes
Las primeras canciones fueron compuestas en Los Ángeles, donde todavía solo experimentaba. En la cuarentena causada por el COVID-19 pudo concentrarse más y crear el concepto que quería para el disco. En una entrevista confirmó que los productores de todo el disco serían Alejandro Rengifo y Mauricio Rengifo, que produjeron por videollamada las canciones que quedaban.
Gracias a la buena acogida que tuvo el sencillo «+ (más)» desde su salida al mercado a finales de 2019, Aitana y sus productores decidieron que el segundo disco tendría sonidos parecidos al pop rock de los 2000. Además, también anunció que tendría tintes pop punk como el hit lanzado junto a Marmi «Tu foto del DNI» y mezclados con su pop comercial.
Aitana aseguró también en una entrevista para Vogue que en el disco también quería demostrar que "había madurado vocalmente, y que si eso se notaba ella ya habría conseguido lo que quería".
Con 11 razones, Ocaña llamó la atención de la crítica especializada, quienes no tardaron en otorgarle el título de "Princesa Española del Pop-Rock", "Reina Floreciente del Punk" o el título otorgado por Spotify a través de Viva Latino como "Pop Punk Revival" este último gracias al impacto de #11Razones.

## Promoción
Aitana anunció el 11 de noviembre de 2020 a través de sus redes sociales a las once de la noche (hora española) que lanzaría su segundo álbum de estudio el 11 de diciembre de 2020.

### Sencillos
El álbum está formado por once canciones entre las que se incluyen dos de sus sencillos lanzados entre 2019 y 2020, «+ (más)» junto a Cali & El Dandee y «Corazón sin vida» junto a Sebastián Yatra.
El 6 de diciembre Aitana anunció a través de sus redes sociales que ese mismo día lanzaría el sencillo «11 razones», una canción con influencias de blink-182 y Avril Lavigne. Esta canción tuvo el mejor debut en Spotify España de un artista español en solitario en 2020.

## Listado de canciones
| 11 razones |                                                                 |                                                                |                 |          |  |
| N.º        | Título                                                          | Escritor(es)                                                   | Productor(es)   | Duración |  |
| 1.         | «No te has ido y ya te extraño»                                 | Aitana Ocaña, Andrés Torres, Mauricio Rengifo                  | Rengifo, Torres | 3:31     |  |
| 2.         | «– (menos)» (con Álvaro Díaz & Pole.)                           | Aitana Ocaña, Torres, Rengifo, Álvaro Díaz, Andrés López       | Rengifo, Torres | 3:08     |  |
| 3.         | «Estupidez» (con Beret)                                         | Aitana Ocaña, Torres, Rengifo, Beret                           | Rengifo, Torres | 2:34     |  |
| 4.         | «× (por)»                                                       | Aitana Ocaña, Torres, Rengifo                                  | Rengifo, Torres | 2:21     |  |
| 5.         | «Corazón sin vida» (con Sebastián Yatra)                        | Aitana Ocaña, Torres, Rengifo, Sebastián Yatra, Alejandro Sanz | Rengifo, Torres | 3:01     |  |
| 6.         | «÷ (dividido)»                                                  | Aitana Ocaña, Torres, Rengifo                                  | Rengifo, Torres | 3:16     |  |
| 7.         | «Cuando te fuiste» (con Natalia Lacunza)                        | Aitana Ocaña, Lacunza, Torres, Rengifo                         | Rengifo, Torres | 2:47     |  |
| 8.         | «+ (más)» (con Cali y El Dandee)                                | Aitana Ocaña, Torres, Rengifo, Alejandro Rengifo               | Rengifo, Torres | 3:39     |  |
| 9.         | «Si no vas a volver»                                            | Aitana Ocaña, Torres, Rengifo                                  | Rengifo, Torres | 2:36     |  |
| 10.        | «= (igual)»                                                     | Aitana Ocaña, Torres, Rengifo                                  | Rengifo, Torres | 3:45     |  |
| 11.        | «11 razones»                                                    | Aitana Ocaña, Torres, Rengifo                                  | Rengifo, Torres | 3:33     |  |
| 12.        | «Adiós» (Pista adicional oculta en la versión física del álbum) | Aitana Ocaña, Torres, Rengifo                                  | Rengifo, Torres | 1:40     |  |

## Posicionamientos y listas
| País   | Asociación | Lista           | Primera semana          | Posición | Semanales | Última semana   | Ref.  |
| España | Promusicae | Top 100 Álbumes | 11 de diciembre de 2020 | 1        | 5         | 80 (semana 156) | [ 9 ] |

### Certificaciones
| País      | Organismocertificador | Certificación | Ventas |
| --------- | --------------------- | ------------- | ------ |
| Argentina | Monitor Latino        | Platino       | 40 000 |
| España    | PROMUSICAE            | 2x Platino    | 80 000 |
| Chile     | IFPI                  | Platino       | 5 000  |